# خيفود منجلي
خيفود منجلي (الاسم العلمي:Eciton drepanophorum) هو نوع من النمل يتبع جنس الخيفود من أسرة الخيفوداوات.